# Ospriocerus painterorum
Ospriocerus painterorum là một loài ruồi trong họ Asilidae. Ospriocerus painterorum được Martin miêu tả năm 1968. Loài này phân bố ở vùng Tân nhiệt đới.